# 布林谢什
布林谢什是葡萄牙贝雅区的一个堂区。总面积92.27平方公里，总人口1175人，人口密度12.7人/平方公里。